# ツル
ツル（鶴）は、ツル目ツル科（ツルか、Gruidae）に分類される鳥の総称。

## 分布
アフリカ大陸、オーストラリア大陸、北アメリカ大陸、アジア、ヨーロッパ。

## 形態
頸部は長い。尾羽は短い。翼は長く、幅広い。
頭頂や顔の一部に羽毛がなく、赤い皮膚が裸出する種が多い。嘴は長く直線的で、先端はとがる。後肢は長い。第1趾は小型で、他の趾よりも上方に位置する。
雛は灰色や褐色の羽毛で被われる。

## 分類
以下の分類・英名は、IOC World Bird List (v10.2)に従う。和名は森岡(1989)に従う。
- Antigone
  - Antigone antigone オオヅル Sarus crane
  - Antigone canadensis カナダヅル Sandhill crane
  - Antigone rubicunda オーストラリアヅル Brolga
  - Antigone vipio マナヅル White-naped crane
- カンムリヅル属 Balearica
  - Balearica pavonina カンムリヅル Black crowned crane
  - Balearica regulorum ホオジロカンムリヅル Grey crowned crane
- ツル属 Grus
  - Grus americana アメリカシロヅル Whooping crane
  - Grus carunculata ホオカザリヅル Wattled crane
  - Grus grus クロヅル Common crane
  - Grus japonensis タンチョウ Red-crowned crane
  - Grus monacha ナベヅル Hooded crane
  - Grus nigricollis オグロヅル Black-necked crane
  - Grus paradisea ハゴロモヅル Blue crane
  - Grus virgo アネハヅル Demoiselle crane
- Leucogeranus
  - Leucogeranus leucogeranus ソデグロヅル Siberian crane

## 生態
湿地、草原などに生息する。地表棲で地表で休むが、ホオジロカンムリヅルは樹上で休むこともある。熱帯域に分布する種を除いて、多くの種で渡りを行う。渡りの途中や越冬地では、大規模な群れを形成することもある。頸部と後肢を伸ばしながら飛翔するが、寒い時には後肢を折り曲げて飛翔することもある。
食性は植物食傾向の強い雑食で、種子、漿果、葉、地下茎、根、昆虫やその幼虫、甲殻類、貝類、ミミズ、魚類、両生類、爬虫類、鳥類やその雛、小型哺乳類などを食べる。アメリカシロヅル・カンムリヅル・ハゴロモヅルは動物食傾向が強く、カナダヅル・ソデグロヅル・ホオカザリヅルは植物食傾向が強い。一方で動物食・植物食傾向の割合は、地域や季節によっても変異がある。
ペアは基本的に生涯解消されない。湿地や草原に植物を積み重ねた巣を作りその上に産卵するが、地面に直接産卵することもある。基本的に同じ場所で繁殖し、巣も毎年同じものを使用する傾向がある。雌雄共に営巣・抱卵を行う。主に2個の卵を、48時間の間隔で産む。まれに1個だけや3個の卵を産むこともあり、カンムリヅルは4個の卵を産んだ例がある。抱卵期間は28 - 36日。雛は孵化した日に、歩行することはできる。約10週間で飛翔し始めるようになり、3 - 4か月で完全に飛翔できるようになる。

## 人間との関係
湿田開発や農地開発・過放牧・泥炭の採取・野火などによる生息地の破壊、狩猟などにより、生息数が減少している種もいる
ツル類の生息地は20世紀に入り湿地の開発や農地の圃場整備、狩猟などで急激に減少した。ツル類の越冬地の集中化が進んでおり、世界的にもナベヅルの8～9割、マナヅルの5割前後が鹿児島県出水地域周辺で越冬している。越冬地の過度な集中化は伝染病発生時の大量死や農業被害の大規模化などのリスクもあり課題になっている。

### 種と呼称

#### 日本語
万葉集では一音一文字の形式での記載ではすべて「たづ」（多豆・多頭・多津・多都など）と記載され「つる」と読める記載はない。しかし「鶴」という漢字が「今日見鶴鴨」(きょうみつるかも)のように助動詞の「つる」に当てられている例があることと、「たづ」の「づ」が「つる」の略転であろうことから、「つる」という呼称の存在が推測される。
平安時代には鶴の単語が用いられていたと考えられており、和名類聚抄に「鶴」(つる)の記述がある。江戸時代の本草学でも、現代と同様に鶴といえばタンチョウを指す例が多かったと考えられている。一方で古くは現代よりも広域に分布していたとはいえ日本全体ではタンチョウを見ることはまれであり、実際には鶴はマナヅルを差していたという反論もある。地域差もあり備後国（『福山志料』1809年）、周防国（『周防産物名寄』1737年）、長門国（『舟木産物名寄帳』1739年）の文献では鶴の別名を「マナツル」としており、これらの地域では鶴はマナヅルを指していたと推定されている。紀州国（『紀伊国続風土記』1839年）では特徴（頭頂が白く頬が赤い）から鶴（白鶴）はソデグロヅルを指していたと推定され、『紀産禽類尋問誌』（年代不明）では丹頂は飛来しないとする記述がある。

#### 英語
英語ではcraneといい、斜柱等の構造物を支点に荷を吊り上げるクレーン（厳密にはジブクレーン）の語源になった。

### 種と文化
ツルは古代中国の伝説では仙界に棲む鳥とされた。ツルは吉祥と長寿の象徴で、古来より高位高官の身に着ける装飾品に用いられた。
日本でも鶴は霊鳥とされ、長寿につながる象徴とされてきた。物語の主人公が鶴の姿に変じることで死の運命を免れるという描かれかたもたびたびされる。
よく水墨画でツルがマツ等の樹に止まる構図がある（いわゆる「松上の鶴」。伊藤若冲の『旭日松鶴図』や広渡湖秀の『桃鹿・巌波双鶴図』を始め数作が知られる）が、これは一般にコウノトリとツルとを混同してのことだとされている。なぜなら脚の構造上、鶴は木枝にとまる事が出来ないからである。
日本では江戸時代に、鶴の鳴き声を模した音型をモティーフとして、さまざまな楽曲が生まれた。
- 能『鶴亀』
- 尺八本曲『鶴の巣籠』（尺八各流派に同名異曲が多数伝承されている）
- 尺八本曲『巣鶴鈴慕』
- 胡弓本曲『鶴の巣籠』（胡弓四流派にそれぞれ同名異曲が伝承されている）
- 地歌・箏曲『鶴の声』
- 地歌・箏曲『鶴の巣籠』（久幾勾当作曲）
- 箏曲『新巣籠』（楯山登作曲）
- 長唄『鶴亀』（十代目杵屋六左衛門作曲）
- オペラ『夕鶴』（團伊玖磨作曲）

江戸時代には鶴の肉は白鳥とともに高級食材として珍重されていた。武家の本膳料理のために鶴の料理が振る舞われたことが献立資料などの記録に残されている。鶴の肉は、江戸時代の頃の「三鳥二魚」と呼ばれる5大珍味の1つであり、歴史的にも名高い高級食材。三鳥二魚とは、鳥＝鶴（ツル）、雲雀（ヒバリ）、鷭(バン)、魚＝鯛（タイ）、鮟鱇（アンコウ）のことである。

#### ツル（ホオジロカンムリヅル）
ホオジロカンムリヅルはウガンダの国鳥であり国旗にも描かれている。ホオジロカンムリヅルは過去に特定の部族や王のシンボルになったことがなく中立性の観点から採用された。

### イメージ
鶴の表象に関しては神秘性や芸術性の象徴としてモチーフになることがある。
日本航空（鶴丸）やルフトハンザドイツ航空などの航空会社のシンボルにも使用されている。
日本では縁起物とされている鶴であるが、北欧では死を運ぶ鳥、ケルト神話では殺戮を好む神と、不吉な鳥の象徴となっている。

### スラヴ圏
スラブの信仰によれば、鶴は神の使者で、秋には鶴が死者の魂をあの世に連れて行き、春には間もなく生まれる予定の赤ちゃんの魂を連れて来ると信じられていた。無論、鶴の出発と到着は冬と春が近づいた印になった。

### ロシア

#### 鶴は翔んでゆく
1957年のソビエト連邦の映画『鶴は翔んでゆく』は、復員を待ちわびるヴェロニカがボリスの戦死を知り、見上げると鶴の群れがモスクワの空を舞うという結末である。

#### 鶴 (歌)
『鶴』は、ラスール・ガムザートフ作詩、ナウム・グレブニェフ翻訳、ヤン・フレンケリ作曲の歌である。
ソビエト連邦ダゲスタン自治ソビエト社会主義共和国の詩人ラスール・ガムザートフは、1965年に広島を訪れ原水爆禁止世界大会に出席した際、千羽鶴を折りながらも亡くなった佐々木禎子の話が心に残り、広島滞在中に自身の母が亡くなったことを知った際に着想した詩をアヴァル語で書いた。この原詩は友人の翻訳者ナウム・グレブニェフによって、アヴァルの民族感を付け加える形でロシア語に翻訳され、1968年に文芸雑誌「ノーヴイ・ミール」に発表されて、広く知られるようになった。そして、この詩はソ連の国民的歌手マルク・ベルニェスの注目を浴び、作曲家ヤン・フレンケリによって曲がつけられたが、この際に、マルク・ベルニェスの提案で詩が一部変更され、アヴァルの民族感の代わりに、特定の民族感のない普遍的な形で、人々が大祖国戦争を連想しやすい歌詞となった。
歌詞の内容としては、戦没者が白い鶴と姿を変え空を飛び、(生者としての)私(詩の中の一人称)が地上からツルの編隊飛行を眺め、その隙間を自分のための空席であろうと想像し、死後にその隙間から地上に呼びかけるという、「空を飛ぶ鶴としての死者」と「地上にいる人としての生者」の対比が効果的に用いられている。また、その歌詞の通り、戦没者を追悼する歌でもある。
この歌はマルク・ベルニェスの独特の発音で1969年にレコード化されたが、マルク・ベルニェスがその直後に亡くなったことで、国民的歌手の最後の歌となったこの歌は全ソ連的に知られるところとなり、時代を象徴する歌となった。2016年および2020年現在でもこの歌はロシアで最も人気のある歌の一つである。反戦歌とも言われる。また、全世界的にも広まり、人気の曲である。
旧ソビエト連邦においてこの歌『鶴』は祖国のために命を落とした兵のシンボルとなり、さらにこの歌があまりにも有名になったことで、空を飛ぶツルそのものが戦没者の追悼の象徴性を帯びるようになった。
この歌のイメージは様々な作品に影響を及ぼしており、例えばヴィクトル・ペレーヴィンの『チャパーエフと空虚』には、ラジオから流れる歌『鶴』と、登場人物のセルジュークが折り鶴を折ることを関連付ける場面があり、そこで鶴の戦没者のイメージと折り鶴の鎮魂のイメージを重ね合わせている。また、アレクサンドル・ソクーロフ監督の2003年の映画『ファザー、サン』でも、主人公の父の頭上をツルの群れが飛ぶシーンと歌『鶴』の最初の5音で、観客が歌『鶴』を連想することを前提に、この歌を使用せずに父が戦死することを予感させ、さらにその後、一羽の鶴が舞い上がるシーンでは戦死した父が鶴となって息子を探しているという暗示が込められている
。
- サンクトペテルブルクのネフスキー区に位置する大祖国戦争で亡くなったレニングラード市民とソビエト兵士を追悼する施設の鶴(集団墓地)（ロシア語版）にあるモニュメント[24]。
- 大祖国戦争の戦勝50周年を記念した1995年のロシアの切手。モスクワの無名戦士の墓の上を鶴の群れが飛ぶイラスト[22]。
- サラトフ州の州都にある鶴(モニュメント)（ロシア語版）

### ウクライナ

#### ウクライナ語のツル
ウクライナ語でツルは"журавель"である。現代のウクライナ語で、"журавель"は、以下の3つの意味を持つ。
- ツル
- 井戸の撥ね釣瓶
- 後述のツルの姿を模した民族舞踊の一つ

また、"Журавель"および"Журавленко"は、姓にもなっている。
"журавель"(Zhuravel)という単語は、スラヴ祖語の *žeravjь に由来していて、ラテン語 grūs、古インド語 járatē (歌う、声を上げる)、 古高ドイツ語 kerran (叫ぶ) と関連してる。

#### ツルの持つ表象

##### 郷土愛・郷愁
ウクライナでは、ツルは郷土愛のシンボルで、祖国から離れた人の郷愁のシンボルである。ツルの鳴き声を聞くと郷土への物悲しい気持ちが思い起こされるとされる。

##### 国鳥・ウクライナのシンボル
後述の通り、通常はウクライナの国鳥はコウノトリとされるが、ツルがウクライナで最も好かれている鳥であるとされたり、ウクライナの国鳥やウクライナのシンボルとされることもある
。

##### 渡り鳥としての表象
ウクライナはクロヅルなどのツルが越冬地としているため、ウクライナにおいてはツルは夏鳥である。
ツルがウクライナに来ることは春の知らせであり、クリスマスの3週間後にツルがやってくるとされる。ツルが南に戻っていくと、その年の暖かい時期が終わったことがもっともはっきり分かる。
「ツルが高く飛ぶと冬はまだ遠く、低く飛ぶと冬が近い」という言い伝えがある。
渡り鳥が戻る南は、スラヴ神話に由来する民俗信仰ではuk:Вирій(スラヴ神話のあの世)とされている。
ウクライナでは春のツル"журавель"の別名として"веселий"がある。
民間伝承によれば、春にツルが「クルーックルーッ(кру-кру)」と幸せそうに鳴くのは、その春から夏にかけて生まれてくる赤ん坊の魂をвиріюから運んで戻ってきたからである。
そのため、春のツルは幸せな(宇語:веселим)気分でいるから"веселики"と呼ばないといけない。もし春のツルを"журавлі"と呼んでしまうと、一年中悲しみ(宇語:журба)が訪れてしまう。
秋にツルが「クルーックルーッ(кру-кру)」と悲しそうに鳴くのは、罪深い死者の魂をвиріюに運んでいくからである。
ただし、ウクライナ文学における動物名の単語の登場頻度を調べた研究Чорненький 2009によれば、"веселик"という単語は、実際にはウクライナ文学にほとんど登場していなかったという。
また、他の伝承には、春に死者の魂は(ツルに限らず)鳥の姿でВирійから地上に来て、秋に地上からВирійに戻るとするものもある。
Хомік 2019によれば、ツル、コウノトリ、ハヤブサ、タカといった鳥はかつてのスラヴの伝統文化の中では、天上と地下、聖と邪の両面性を持つ生き物で、ツルの"веселик"という別名は、そのうちの「死」という一面から身を守るための魔術的な婉曲表現であるという。
死者の魂については、プルィルークィ 市の戦没者モニュメントには鶴の絵が描かれており、作者によれば、空に飛んで行った戦士たちの魂を象徴しているという。

##### 結婚
ウクライナでは、ツル、および地域によってはコウノトリまたは"веселик"が、結婚式(宇語:весілля)や幸せな結婚生活という表象を持つ。
また後述の通り、民族舞踊"журавель"は、かつては結婚式に踊る踊りであった。

##### Crane in its Vigilance
ヨーロッパの紋章学において、手に石を持ったツルは"Crane in its Vigilance"といって用心深さを表すが、ツルそのもの、およびコウノトリ、サギ、トキなどの似た鳥も同様の意味合いを持つ。
ウクライナでも他のヨーロッパ諸国と同様に、en:Dunaivtsi市の市章など、用心深さという意味でツルが紋章に使用されている。

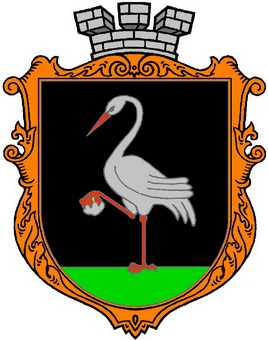
en:Dunaivtsi市の市章。石を手に持つコウノトリ(一説にはツル)が描かれている

#### コウノトリとの類似性と違い
ウクライナ語でコウノトリは"лелека"である。
日本や中国などでツルとコウノトリがしばしば混同されてきたように、ウクライナでもツルはしばしばヨーロッパコウノトリ(シュバシコウ)と混同される
上記のようにツルがウクライナの国鳥とされることもあるが、通常、ウクライナの国鳥はコウノトリとされ、コウノトリは非常に神聖視される鳥である。
2008年のウクライナのオリンピックチームのマスコットもコウノトリのキャラクターである。
ホロドモールやホロコーストの時代でさえ、決して食用に殺されることがなかった。
春、赤ん坊、平和、家庭、忠誠、愛国などのシンボルであり、ウクライナのお守り(uk:Оберіг)である。
家を悪から守ってくれるお守りの一種と考えられ、もしコウノトリが家の屋根に巣を作れば幸運が訪れるといわれる。
これらのコウノトリのシンボルのうち、春、赤ん坊、家庭、平和などはツルのシンボルとされることもある。
このような表象を持つことから、2022年ロシアのウクライナ侵攻の際、キーウのSviatoshynskyi地区の課外活動センターでは美術サークル「鶴(Журавлик)」が、ツルおよびコウノトリはウクライナの古来からのお守り(оберіг)であるとして、155羽の折り鶴でウクライナの地図を覆って戦勝を祈願する様子が見られた。
民間信仰ではコウノトリの"лелека"の名前は、愛と善良の女神uk:Леляからとったとされる。
ツルが赤ん坊の魂をвиріюから運んでくるのに対し、他のヨーロッパの地域と同様に、ウクライナでもコウノトリは子供を運んでくると言われるが、これはЛеляが愛を司る女神で、子供は愛から生まれてくるからだと説明される。
ウクライナではコウノトリ"лелека"は地域による別名が非常に多い鳥で、"боцюн", "боцян", "бузько", "бусел", "бусол", "бусьо", "веселик", "гайстер", "чорногуз"、"бусьок", "чугайстер"といったものがある。
このうち、"веселик"はツルとコウノトリ両方の別名となっている。
さらに、Чорненький 2009では、"лелека", "журавель", "чорногуз"を同義語としている。
鶴の持つ、結婚式や幸せな結婚生活といった表象は、地域によってはコウノトリや"веселик"が持つ場合もある。
後述の結婚式の踊り『ツル』を研究したКурочкін 2002によれば、ツルとコウノトリは上記のように表象の類似性を持っているが、地域性以外に役割に一定の違いがあり、
コウノトリがすでに生まれた子供を連れてくるという意味合いなのに対し、ツルは元来はその前段階の性交、受精を暗示している。

#### ツルに関する楽曲

##### 『Чуєш, брате мій (Журавлі)』
ウクライナでは、Bohdan Lepky作詞、弟でウクライナ・シーチ銃兵隊のЛепкий Левко Сильвестрович作曲の1912年発行の 『Чуєш, брате мій (Журавлі)』 (英:You hear, my brother (The Cranes))というウクライナ・シーチ銃兵隊のフォークソング(Стрілецькі пісні)がよく知られている。
この歌は、ウクライナ人のディアスポラにおける事実上の国歌といわれ、ウクライナの国の記憶に刻まれ、多くの20世紀のウクライナ創作作品に高い間テキスト性で影響を与えているとされる。評者によってはウクライナの国歌『ウクライナは滅びず』の次によく知られた歌とすら評する。
この歌において、ツルは、祖国を離れることを強いられたウクライナ移民たちの結びつきを表し、ツルの鳴き声は彼らの苦痛と故郷へのあこがれを表している。
ツルの持つ郷土愛・郷愁のイメージの説明に、しばしばこの歌が引用される

##### 伝統舞踊『鶴』
ウクライナの伝統舞踊に、ツルの動きをまねた踊り『"журавель"』がある。これはもともと、結婚式の際に踊られていた踊りである。 

##### その他のツルに関する楽曲
- "Журавлі" - ゾーヤ・ジュラウカ(Зоя Журавка)作詞、Олена Білоконь作曲・歌[49][50]
- "На Чорнобиль журавлі летіли"(『チョルノービリを飛ぶ鶴』) - 1988年、Дмитра Павличка作詞、Олександра Білаша作曲、Микола Кондратюк歌[51]

## 画像

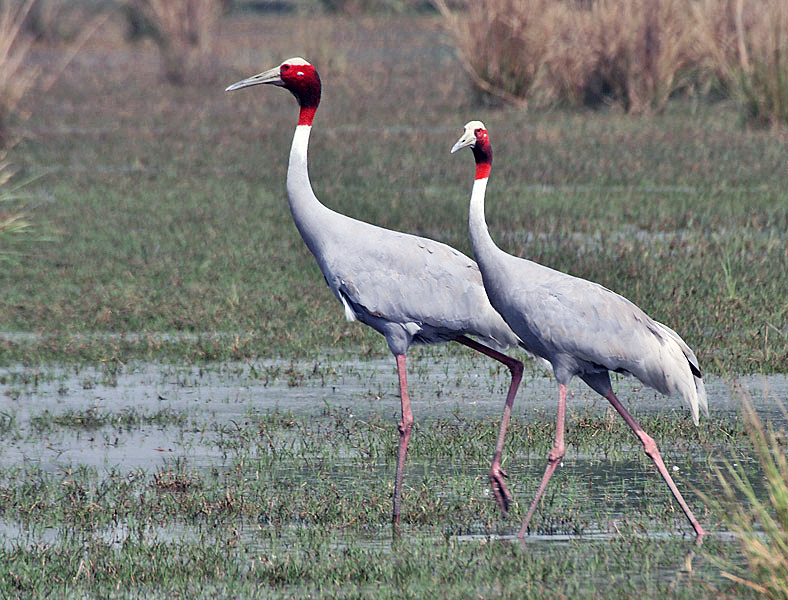
オオヅル A. antigone
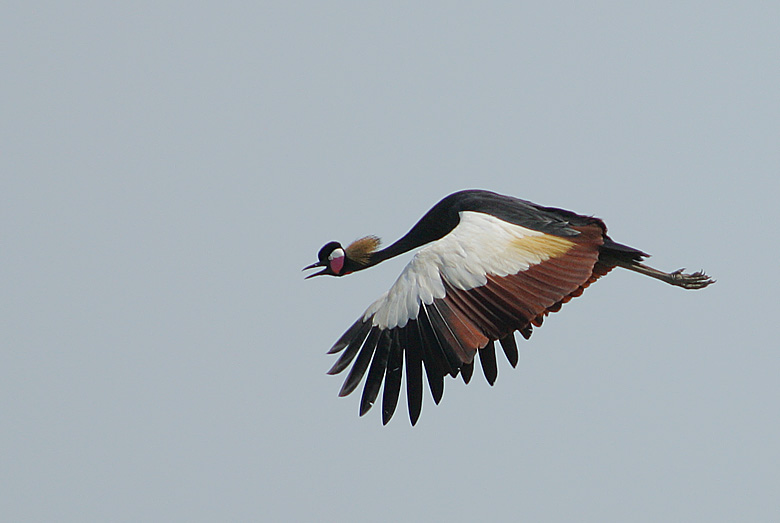
カンムリヅル B. pavonina
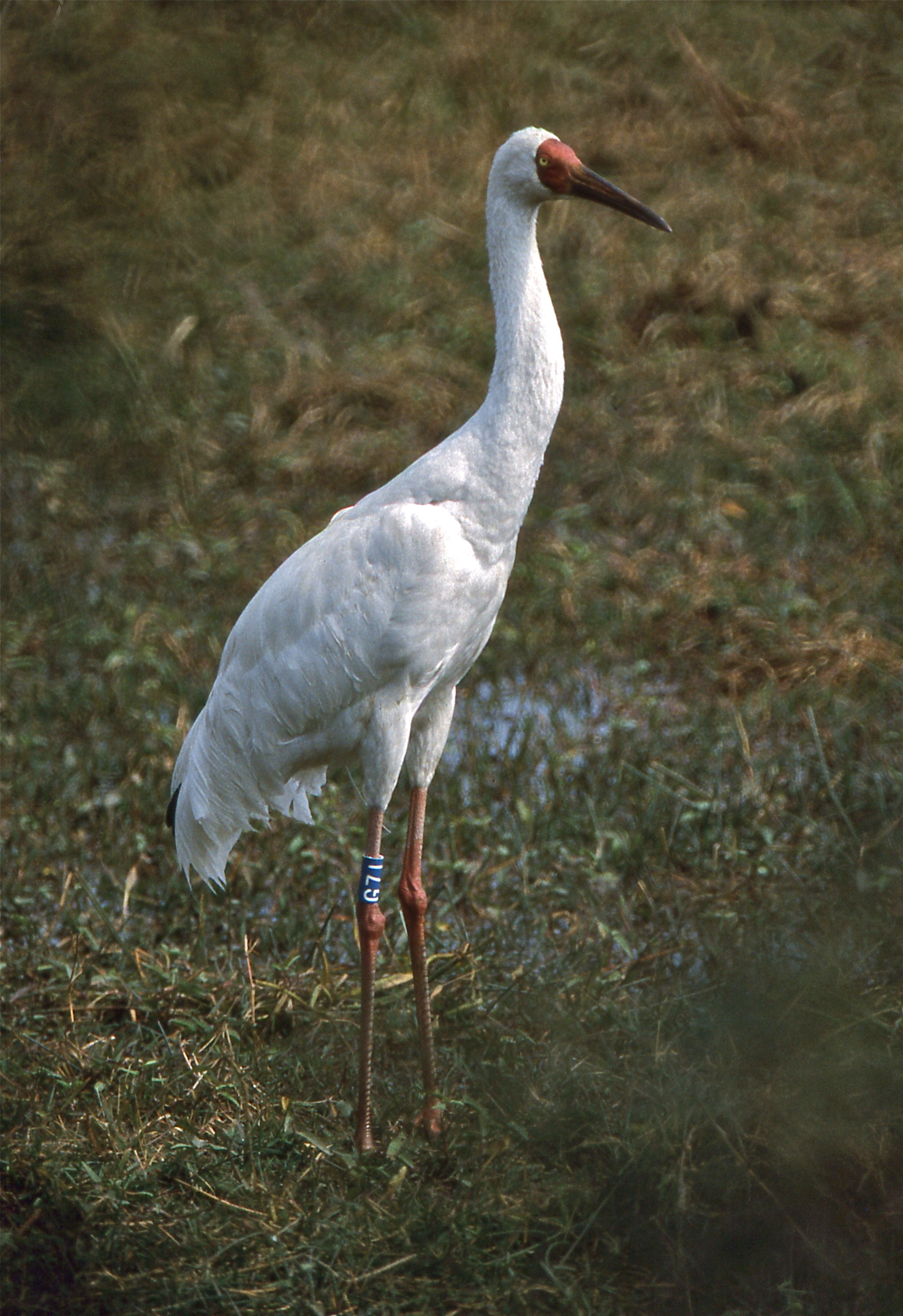
ソデグロヅル L. leucogeranus